# 吳靜吉
吳靜吉（1939年5月3日—），生於日治臺灣宜蘭，國立政治大學創新與創造力研究中心名譽教授，曾任學術交流基金會執行長。曾就讀於明尼苏达大学，取得博士學位，後去往紐約教授表演藝術，回到臺灣後成為大學教授，1978年成爲耕莘實驗劇團的藝術總監。2023年，獲頒行政院文化獎。